# UEFA Women's Europa Cup
L'UEFA Women's Europa Cup è la seconda competizione europea di calcio per club femminili, organizzata dall'UEFA.
Istituita nel 2023, è riservata alle squadre classificatesi in alcuni campionati nazionali immediatamente dopo quelle aventi diritto a partecipare all'UEFA Women's Champions League ed alle squadre eliminate dalle qualificazione della stessa Champions League.

## Storia
Il 4 dicembre 2023 l'UEFA annunciò la nascita di una seconda competizione per club, di secondo livello rispetto all'UEFA Women's Champions League, al fine di consentire a più squadre di giocare a livello internazionale e di promuovere investimenti nelle leghe nazionali. Il 16 dicembre 2024 venne annunciato che il nome della competizione sarebbe stato UEFA Women's Europa Cup, dove Europa è già presente nelle competizioni UEFA di secondo livello, mentre Cup richiama il fatto che il torneo è ad eliminazione diretta. La prima edizione è stata programmata per la stagione 2025-26. 

## Formula
Similmente all'UEFA Europa League per le squadre maschili, anche in questa competizione le squadre femminili possono accedere tramite il loro piazzamento nel rispettivo campionato nazionale o per eliminazione dal secondo e dal terzo turno di qualificazione della Women's Champions League. Differentemente dalle altre principali competizioni UEFA per club, questa ha una formula ad eliminazione diretta, senza alcuna fase a gironi. La competizione consiste di una fase di qualificazione e del tabellone principale. Le qualificazioni si svolgono su due turni e vi accedono tutte le squadre ammesse; le 32 squadre vincitrici il secondo turno di qualificazione accedono al tabellone principale, che parte dai sedicesimi di finale. Tutti i turni, sia di qualificazione che del tabellone principale, ed inclusa la finale, si svolgono in partite di andata e ritorno. La vincitrice del torneo viene ammessa alla Women's Champions League della stagione successiva.